# Van Halen Summer Tour 2004
Van Halen Summer Tour 2004 – piętnasta trasa koncertowa zespołu Van Halen, promująca album The Best of Both Worlds. Trasa oficjalnie rozpoczęła się 11 czerwca 2004 i objęła 80 koncertów.

## Muzycy
Członkowie zespołu: Sammy Hagar, Eddie Van Halen, Alex Van Halen, Michael Anthony, Wolfgang Van Halen.

## Daty i miejsca koncertów

### Stany Zjednoczone
- 11 czerwca 2004: Greensboro, NC - Greensboro Coliseum
- 13 czerwca 2004: Hershey, PA - Hersheypark Stadium
- 14 czerwca 2004: Buffalo, NY - HSBC Arena
- 16 czerwca 2004: Filadelfia, PA - Wachovia Center
- 17 czerwca 2004: Filadelfia, PA - Wachovia Center
- 19 czerwca 2004: Worcester, MA - Worcester Centrum
- 20 czerwca 2004: Worcester, MA - Worcester Centrum
- 22 czerwca 2004: East Rutherford, NJ - Continental Airlines Arena
- 23 czerwca 2004: East Rutherford, NJ - Continental Airlines Arena
- 25 czerwca 2004: Waszyngton D.C. - MCI Center
- 26 czerwca 2004: Albany, NY - Pepsi Arena
- 28 czerwca 2004: Hartford, CT - Hartford Civic Center
- 29 czerwca 2004: Pittsburgh, PA - Mellon Arena
- 1 lipca 2004: Indianapolis, IN - Verizon Wireless Amphitheater
- 2 lipca 2004: Cleveland, OH - Gund Arena
- 3 lipca 2004: Toronto, ON - Air Canada Centre
- 6 lipca 2004: Louisville, KY - Freedom Hall
- 7 lipca 2004: Columbus, OH - Value City Arena
- 9 lipca 2004: Grand Rapids, MI - Van Andel Arena
- 10 lipca 2004: Detroit, MI - Joe Louis Arena
- 11 lipca 2004: Auburn Hills, MI - The Palace of Auburn Hills
- 19 lipca 2004: Chicago, IL - United Center
- 20 lipca 2004: Chicago, IL - United Center
- 22 lipca 2004: St. Paul, MN - Xcel Energy Center
- 23 lipca 2004: Green Bay, WI - Resch Center
- 25 lipca 2004: Oklahoma City, OK - Ford Center
- 26 lipca 2004: Kansas City, MO - Kemper Arena
- 28 lipca 2004: St. Louis, MO - Savvis Center
- 29 lipca 2004: St. Louis, MO - Savvis Center
- 31 lipca 2004: Omaha, NE - Qwest Center
- 1 sierpnia 2004: Denver, CO - Pepsi Center
- 3 sierpnia 2004: Salt Lake City, UT - Delta Center
- 5 sierpnia 2004: Phoenix, AZ - America West Arena
- 6 sierpnia 2004: Las Vegas, NV - Mandalay Bay Events Center
- 7 sierpnia 2004: Las Vegas, NV - Mandalay Bay Events Center
- 10 sierpnia 2004: San José, CA - HP Pavilion
- 11 sierpnia 2004: Sacramento, CA - ARCO Arena
- 13 sierpnia 2004: Oakland, CA - Oakland Arena
- 14 sierpnia 2004: Fresno, CA - Save Mart Center
- 16 sierpnia 2004: Anaheim, CA - Arrowhead Pond
- 17 sierpnia 2004: Chula Vista, CA - Coors Amphitheater
- 19 sierpnia 2004: Los Angeles, CA - Staples Center
- 20 sierpnia 2004: Los Angeles, CA - Staples Center
- 3 września 2004: Atlantic City, NJ - Borgata Events Center
- 5 września 2004: Biloxi, MS - Mississippi Coast Coliseum
- 9 września 2004: Tampa, FL - St. Pete Times Forum
- 11 września 2004: Ft. Lauderdale (Sunrise), FL - Office Depot Center
- 13 września 2004: San Juan, Puerto Rico - José Miguel Agrelot Coliseum
- 16 września 2004: Jacksonville, FL - Veterans Memorial Arena
- 17 września 2004: Atlanta, GA - Philips Arena
- 18 września 2004: Cincinnati, OH - U.S. Bank Arena
- 20 września 2004: Moline, IL - MARK of the Quad Cities
- 21 września 2004: Champaign, IL - Assembly Hall
- 23 września 2004: Houston, TX - Toyota Center
- 24 września 2004: North Little Rock, AR - Alltel Arena
- 25 września 2004: Dallas, TX - American Airlines Center
- 28 września 2004: San Antonio, TX - SBC Center
- 29 września 2004: Lubbock, TX - United Spirit Arena
- 1 października 2004: Las Vegas, NV - Orleans Arena
- 2 października 2004: Albuquerque, NM - Journal Pavilion

### Stany Zjednoczone i Kanada
- 19 października 2004: Portland, OR - Rose Garden Arena
- 20 października 2004: Spokane WA - Spokane Arena
- 22 października 2004: Seattle, WA - KeyArena
- 23 października 2004: Vancouver, BC - Pacific Coliseum
- 25 października 2004: Edmonton, AB - Rexall Place
- 26 października 2004: Calgary, AB - Pengrowth Saddledome
- 28 października 2004: Saskatoon, SK - Credit Union Centre
- 30 października 2004: Winnipeg, MB - Winnipeg Arena
- 31 października 2004: Fargo, ND - Fargodome
- 3 listopada 2004: Milwaukee, WI - Bradley Center
- 4 listopada 2004: Ames, IA - Hilton Coliseum
- 6 listopada 2004: Wichita, KS - Kansas Coliseum
- 9 listopada 2004: Montreal, QU - Centre Bell
- 10 listopada 2004: Hamilton, ON - Copps Coliseum
- 11 listopada 2004: Ft. Wayne, IN - War Memorial Coliseum
- 13 listopada 2004: Rapid City, SD - Don Barnett Arena
- 14 listopada 2004: Bozeman, MT - Brick Breeden Fieldhouse
- 16 listopada 2004: Boise, ID - Idaho Center
- 18 listopada 2004: Tucson, AZ - Anselmo Valencia Tori Amphitheater
- 19 listopada 2004: Tucson, AZ - Anselmo Valencia Tori Amphitheater